# 光明站 (深圳)
光明站是一个属于深圳地铁6号线和6号线支线的地铁车站，也是6号线支线近期的南端终点站，位于中华人民共和国广东省深圳市光明区光明街道光明大道与光辉大道交叉路口以北，沿光明大道呈南北走向。
本站于2020年8月18号随深圳地铁6号线一同正式启用。

## 车站结构
光明站为地上三层双14m岛式车站，整体设置于光明大道上空，6号线路轨位于道路中央分隔带上空，6号线支线路轨位于道路东侧人行道上空，采用建桥合一结构，一层设置设备房。
本站6号线支线路轨北侧大里程端设有一对交叉渡线，供到达本站的列车站前折返使用；另在本站6号线上行路轨与6号线支线下行路轨之间设有一条联络线，供6号线支线列车来往长圳车辆段使用。
本站建成时由于6号线支线计划划至东莞轨道交通系统，6号线建成时两线付费区分离，非付费区通道位于车站中部，分隔两个付费区；但随着深圳地铁6号线支线最终独立于东莞轨道交通1号线，光明站进行改造，将两部分付费区统一，非付费区通道改至两侧。

### 楼层
| 地上二层          | 月台 | \| \| \| 6號線支線往深理工（圳美） \| \| 島式 · 開右邊车门 \| \| \| \| \| \| 6號線支線备用月台 \| \| \| \| 6號線往松岗（科学公园） \| \| 島式 · 開左邊车门 \| \| \| \| \| \| 6號線往科学馆（光明大街） \| |
| 地上一层          | 站厅 | 售票机、客务中心、自动售货机 |
| 地面              | -    | 出入口 |
|                   |      | 6號線支線往深理工（圳美） |
| 島式 · 開右邊车门 |      | |
|                   |      | 6號線支線备用月台 |
|                   |      | 6號線往松岗（科学公园） |
| 島式 · 開左邊车门 |      | |
|                   |      | 6號線往科学馆（光明大街） |

- 6号线（往松岗）
- 6号线（往科学馆）
- 6号线支线（备用）
- 6号线支线（往深理工）

### 出入口
光明站共设有四个出入口，其中A、D口设有垂直电梯。
| 出口编号及设施                            | 主出口图片 | 垂直电梯图片 | 建议前往的目的地                                                |
| ----------------------------------------- | ---------- | ------------ | --------------------------------------------------------------- |
| · 坡道位于垂直电梯处                      |            |              | 光明大道东侧（南） 光辉大道北侧（东） 新健兴科技工业园 翠湖公园 |
| 出口 · B · 盲道标志 · 扶手电梯标志        |            | 不适用       | 光明大道东侧（北） 深圳市第二职业技术学校                       |
| 出口 · C · 盲道标志 · 扶手电梯标志        |            | 不适用       | 光明大道西侧（北） 深圳科技馆新馆                               |
| · 坡道位于垂直电梯处                      |            |              | 光明大道西侧（南） 光辉大道北侧（西）                           |
| 註： 設有 \| 設有 \| 設有 \| 設有扶手電梯 |            |              |                                                                 |

### 车站艺术
| 6号线站台             |
| --------------------- |
|                       |
| 《寻木》 艺术家：杨光 |

## 历史

### 6号线规划与建设
在规划建设时期本站几经易名，最初名为荔林站，后改为翠湖站。光明区政府考虑该站周边有深圳科技馆，原计划将站名修改为“科技馆站”。在意见征集过程中，有公众提出6号线起于现有科学馆站，同一条线路既有科学馆站也有科技馆站，容易对乘客出行带来混淆。根据《深圳铁路枢纽总图规划（2016-2030）》，光明区除光明城站外未规划新的高铁车站，未来光明区规划引入深莞城际和广深中轴城际，并在本站形成城际换乘枢纽。根据规定，“光明站”引用区级行政区划名称命名，符合《命名规则》相关条例，同时能够凸显该站在光明区的核心位置，至此光明站才被定为正式站名。
2020年8月18日，本站随深圳地铁6号线一期一同正式启用。

### 6号线支线规划与建设
2022年11月28日，本站随深圳地铁6号线支线一期一同正式启用。

## 未来发展

### 6号线支线延伸段开通
深圳地铁6号线支线将继续延伸至光明城站，开通后本站将不再为本线终点站。目前本线二期南延伸段正在施工中，预计将于2025年启用。
预计延伸段开通后的站台使用情况：
| 站台              | \| \| \| 6號線支線往深理工（中大） \| \| 島式 · 開右邊车门 \| \| \| \| \| \| 6號線支線往光明城（光明小镇） \| \| \| \| 6號線往松岗（科学公园） \| \| 島式 · 開左邊车门 \| \| \| \| \| \| 6號線往科学馆（光明大街） \| | \| \| \| 6號線支線往深理工（中大） \| \| 島式 · 開右邊车门 \| \| \| \| \| \| 6號線支線往光明城（光明小镇） \| \| \| \| 6號線往松岗（科学公园） \| \| 島式 · 開左邊车门 \| \| \| \| \| \| 6號線往科学馆（光明大街） \| |
|                   | | 6號線支線往深理工（中大） |
| 島式 · 開右邊车门 | | |
|                   | | 6號線支線往光明城（光明小镇） |
|                   | | 6號線往松岗（科学公园） |
| 島式 · 開左邊车门 | | |
|                   | | 6號線往科学馆（光明大街） |

## 相关图像

### 6号线
- 共用站厅 6号线部分
- 站台
- 站名书法字

### 6号线支线
- 共用站厅 6号线支线部分
- 站台
- 站名书法字

### 其它
- 从光明大道（在建）看光明站